# Sima Milutinović Sarajlija
Sima Milutinović Sarajlija (vukovskou srbskou cyrilicí Сима Милутиновић Сарајлија, dobovou Сима Милутиновић Сарайлiа, 3. října 1791, Sarajevo – 30. prosince 1847, Bělehrad) byl srbský básník, spisovatel a také učitel Petra II. Petroviće-Njegoše. Bývá řazen k autorům období přechodu od klasicismu k romantismu. Jako osobnost s velkými zkušenostmi, mnoholetým působením v řadě funkcí a rovněž zcestovalý umělec, byl schopen připravit nového černohorského panovníka na působení na evropské politické scéně. Kromě toho byl také i jeho sekretářem. Znal se jak s Vukem Stefanovićem Karadžićem, tak i například s Goethem (při svém pobytu v německých zemích).
Sima Milutinović Sarajlija patřil k nemnoha vzdělaným lidem, kterými se obklopil Miloš Obrenović poté, co bylo stabilizováno postavení autonomního Srbska v rámci Osmanské říše. Působil jak na Veliké Škole (předchůdkyni Bělehradské univerzity) jako jeden z jejích prvních profesorů, tak i v řadě jiných státních institucích. Sám se věnoval tvorbě jak lyrické, tak i epické a jeho básně byly především historické. Opěvoval celou řadu událostí – v historickém dramatu Obilić se soustředil na události Bitvy na Kosově poli, v epických básních jako např. Dika Crnogorska černohorským poměrům , či Serbijanka (které je považováno za nejvýznamnější Milutinovićovu práci) zase vykreslil celou řadu aspektů tehdejších srbských povstání, nemálo básní věnoval jejich prvnímu vůdci – Karađorđemu. Tehdy (počátek 19. století) zachytil v eposu Ilijada Prvog i Drugog srpskog ustanka. Psaní dějin na nejvyšší úrovni se rovněž neobával; stal se dvorním historiografem Miloše Obrenoviće. Tehdejší autokratický vládce srbského knížectví však nebyl příliš spokojen s Milutinovićevými pracemi o druhém srbském povstání, zakázal je a samotnému autorovi do budoucna kladl četné překážky.